# پاین هیلز (کالیفرنیا)
پاین هیلز (به انگلیسی: Pine Hills) یک منطقهٔ مسکونی در ایالات متحده آمریکا است که در شهرستان هامبولت، کالیفرنیا واقع شده‌است. پاین هیلز ۲۶٫۳۱۳ کیلومتر مربع مساحت و ۳٬۱۳۱ نفر جمعیت دارد و ۱۲۸ متر بالاتر از سطح دریا واقع شده‌است.